# Мошкин, Алексей Владиславович
Алексе́й Владисла́вович Мо́шкин (род. 31 июля 1974 года в Междуреченск, Кемеровская область, РСФСР, СССР) — российский горнолыжник. Двукратный чемпион и двукратный бронзовый призёр зимних Паралимпийских игр, чемпион мира. Заслуженный мастер спорта России.

## Награды
- Орден «За личное мужество» (1994).
- Орден Дружбы (1999).
- Медаль ордена «За заслуги перед Отечеством» II степени (2002).
- Заслуженный мастер спорта России.

## В кино
- Со дна вершины (Россия, 2018) режиссёры  Яна Поляруш, Тамара Цоцория и Константин Кутуев. В главной роли — Павел Шевандо.